# Gastrotheca dunni
Espèce
Synonymes
- Gastrotheca argenteovirens dunni Lutz, 1977

Statut de conservation UICN

 LC  : Préoccupation mineure
Gastrotheca dunni est une espèce d'amphibiens de la famille des Hemiphractidae.

## Répartition
Cette espèce est endémique du département d'Antioquia en Colombie. Elle se rencontre entre 2 000 et 2 700 m d'altitude sur le versant Nord de la cordillère Centrale.

## Étymologie
Cette espèce est nommée en l'honneur d'Emmett Reid Dunn.

## Publication originale
- Lutz, 1977 : New Hylidae (Amphibia-Anura) from Colombia. Boletim do Museu Nacional, Rio de Janeiro, vol. 290, no 6, p. 1-12.